# Girlfriend (Michael-Jackson-Lied)
Girlfriend (englisch für „Freundin“) ist eine von dem US-amerikanischen Sänger Michael Jackson gecoverte, von Paul McCartney geschriebene Ballade. Der Song wurde 1980 im Vereinigten Königreich die fünfte Singleauskopplung aus Jacksons fünften Soloalbum Off the Wall. Die Originalversion erschien 1978 auf dem Wings-Album London Town.

## Entstehung
Paul McCartney schrieb den Song 1974 während eines Skiurlaubs in der Schweiz für Jackson. McCartney sagte dazu: „Eines Abends im Hotel fing ich einfach an, diesen Song zu spielen, und ich dachte immer, er sei etwas, das ich eines Tages den Jackson Five schenken könnte, weil es ein Soul-Track ist.“
Nach einem Abend während der Abschlussparty der Wings Over America Tour in Beverly Hills am 24. Juni 1976 stellte McCartney Jackson den Song vor und sang die ersten Zeilen. Dieser markiert den Beginn einer musikalischen Freundschaft zwischen Jackson und McCartney. Michael Jackson erinnerte sich später: „Wir schüttelten uns die Hände inmitten einer riesigen Menschenmenge und er sagte: 'Weißt du, ich habe einen Song für dich geschrieben.' Ich war sehr überrascht und bedankte mich bei ihm. Und er fing an, mir auf dieser Party 'Girlfriend' vorzusingen. Also tauschten wir Telefonnummern aus und versprachen, uns bald zu treffen, aber verschiedene Projekte und das Leben kamen uns beiden einfach in die Quere und wir sprachen ein paar Jahre lang nicht mehr miteinander.“
McCartney nahm mit seiner Band Wings Girlfriend für dessen Album London Town, das 1978 erschien, auf. Daraufhin hörte Quincy Jones den Song und meinte, dass Girlfriend das perfekte Lied für Jackson sei, ohne zu wissen, dass McCartney es dem Sänger bereits angeboten hatte. Ursprünglich war der Song sogar als Titelsong des Albums geplant.
McCartney und Jackson arbeiteten dann Anfang der 1980er Jahre bei The Girl Is Mine, Say Say Say und The Man zusammen.

## Aufnahmen

### Aufnahme der Wings
Die Backingtracks von Girlfriend wurden von den Wings am 14. Februar 1977 in den Londoner Abbey Road Studios eingespielt, Overdubs erfolgten zwischen dem 25. Oktober und dem 1. Dezember ebenfalls in den Abbey Road Studios mit Paul McCartney als Produzenten. Geoff Emerick, Pete Henderson, Mark Vigars und Steve Churchyard waren die Toningenieure der Aufnahmen. Ein orchestraler Overdub wurde zwischen dem 3. und 14. Dezember in den AIR Studios aufgenommen. Paul McCartney sang das Lied mit Falsettstimme.
Besetzung:
- Paul McCartney: Gesang, E-Gitarre, Akustikgitarre, Bassgitarre, E-Klavier, Synthesizer, Schlagzeug
- Linda McCartney: Keyboard, Hintergrundgesang
- Denny Laine: E-Gitarre, Akustikgitarre, Hintergrundgesang
- Unbekannte Musiker: Streicher, Flöten

### Aufnahme von Michael Jackson
Die Aufnahmen erfolgten zwischen dem 4. Dezember 1978 und 3. Juni 1979 in den Studios Allen Zentz Recording und Westlake Audio in Los Angeles mit Quincy Jones als Produzenten.
Besetzung:
- Michael Jackson: Gesang
- Louis Johnson: E-Bass
- John Robinson: Schlagzeug
- Larry Williams: Flöte, Altsaxophon, Tenorsaxophon
- Kim Hutchcroft: Flöte, Tenorsaxophon, Baritonsaxophon
- Marlo Henderson, Wah Wah Watson: Gitarre
- The Seawind Horns: Blasinstrumente
- Steve Porcaro: Synthesizer-Programmierung
- George Duke: Synthesizer-Programmierung, Synthesizer
- David Foster: Synthesizer
- William Reichenbach: Posaune
- Gary Grant: Trompete

## Coverversionen
Es gibt fünf weitere Coverversionen von Girlfriend.

## Veröffentlichung
- Am 27. März 1978 wurde in den USA (Großbritannien: 31. März) das Wings-Album London Town veröffentlicht auf dem sich McCartneys Version von Girlfriend befindet. Weiterhin wurde Girlfriend auf zwei Kompilationsalben veröffentlicht, am 7. Mai 2001 auf Wingspan: Hits and History und am 10. Juni 2016 auf Pure McCartney.
- Am 10. August 1979 wurde das Michael Jackson-Album Off the Wall veröffentlicht, auf dem sich Jacksons Version von Girlfriend befindet.
- Am 16. Juli 1980 wurde die Michael Jackson-Single Girlfriend/Bless His Soul in Großbritannien veröffentlicht.[3]

## Charts und Chartplatzierungen
| ChartsChartplatzierungen     | Höchstplatzierung | Wochen |
| ---------------------------- | ----------------- | ------ |
| Vereinigtes Königreich (OCC) | 41 (5 Wo.)        | 5      |